# Otto von Zieten (General, 1786)
Ernst Ludwig Otto von Zieten (* 22. Mai 1786 in Pasewalk; † 7. Juli 1850 in Barsikow) war ein preußischer Generalleutnant.

## Leben

### Herkunft
Er war der Sohn des späteren preußischen Generalleutnants und Gouverneurs von Königsberg Otto von Zieten (1747–1817) aus der märkischen Familie von Zieten und dessen Ehefrau Marie Luise Amalie, geborene von Winterfeldt (* 4. Mai 1763; † 16. Januar 1831).

### Militärkarriere
Zieten besuchte die Kadettenhäuser in Stolp und Berlin. Von dort wurde er am 30. Dezember 1803 als Portepeefähnrich dem Infanterieregiment „von Tresckow“ der Preußischen Armee überwiesen. Als Sekondeleutnant nahm Zieten während des Vierten Koalitionskrieges an der Verteidigung von Danzig, sowie dem Gefecht bei Bohnsack teil und wurde am 19. Juni 1807 mit dem Orden Pour le Mérite ausgezeichnet.
Im Antrag zur Verleihung des Ordens Pour le Mérite schrieb der General von Rouquette am 18. Mai 1807: „Der Lieutenant von Zieten hat ebenso viel Geistesgegenwart als unternehmende Klugheit. Ende Februar 1807, da der Feind von Marienburg aus die Elbinger und Marienburger Niederung einnahm, blieb Zieten mit 20 Grenadieren Advantgarde zwischen Marienburg und Dirschau in der Gegend Neuteich und Lissau abgeschnitten. Der feindliche Hauptmann Malet wurde während der Okkupation des Marienburger Werders von Kaiser Napoleon zum Marschall Lefebre nach Dirschau mit Depeschen geschickt und hatte sich zur Sicherheit auf der halben Station zwischen diese beiden Punkten ein Detachement Chasseurs nachbestellt, die aber das angewiesene Dorf verfehlten, und bei dessen Retour von Dirschau fiel Malet dem Lieutenant von Zieten in die Hände, der ihn, ohnerachtet der schon hinter demselben vom Feinde besetzten Dörfer mit so vieler Vorsichtigkeit die Nacht hindurch zwischen diese Kantonements über die Weichsel mit seinem schon verloren gegebenen Kommando führte, daß mir der gefangene Kapitän Matel nicht genug die schlauen Vorsichtsmaßregeln des Lieutenant von Zieten anrühmen konnte, mit welchen er ihn transportiert hatte. Auch hat sich Zieten bei allen Gelegenheiten, vorzüglich am 13.4.1807, sehr gut benommen, wo er, nachdem die Schanze erobert war mit einige Mannschaften weiter vordrang und den Feind verfolgte.“
Nach dem Frieden von Tilsit wurde Zieten am 25. Februar 1808 in das 2. Brandenburgische Infanterie-Regiment und am 30. November 1808 zum 2. Ostpreußischen Infanterie-Regiment versetzt. Daran schloss sich am 21. März 1809 mit Patent vom 11. Oktober 1805 seine Versetzung in das Füsilierbataillon des Regiments Garde zu Fuß an. Zu Beginn der Befreiungskriege wurde Zieten in der Schlacht bei Großgörschen verwundet und stieg bis Mitte Juni 1813 zum Kapitän und Kompaniechef auf. Als solcher kämpfte er bei Leipzig, wurde mit dem Eisernen Kreuz II. Klasse ausgezeichnet. Für sein Wirken in der Schlacht bei Paris erhielt Zieten das Eiserne Kreuz I. Klasse sowie den Orden des Heiligen Georgen IV. Klasse.
Nach dem Krieg avancierte er am 20. Februar 1816 mit Patent vom 15. Januar 1816 zum Major und etatsmäßigen Stabsoffizier. Ab dem 8. Juli 1816 war er Kommandeur des Füsilier-Bataillons im 1. Garde-Regiment zu Fuß und zugleich vom 18. Januar 1821 bis zum 27. September 1823 als Präsident der Examinations-Kommission für Portepeefähnrich des Gardekorps und der Divisionsschule in Potsdam. Am 18. Juni 1825 erhielt er das Dienstkreuz und am 18. Januar 1827 den Johanniterorden. Unter Beförderung zum Oberstleutnant beauftragte man Zieten am 30. März 1829 mit der Führung des Garde-Reserve-Infanterie-(Landwehr)-Regiments und ernannte ihn am 27. September 1829 zum Regimentskommandeur. Mit Patent vom 12. April 1832 wurde er am 30. März 1832 zum Oberst befördert und gleichzeitig zum Kommandeur des 2. Garde-Regiments zu Fuß ernannt. In dieser Stellung erhielt Zieten den Roten Adlerorden III. Klasse mit Schleife sowie die Brillanten zum russischen Sankt-Stanislaus-Orden II. Klasse. Unter Verleihung des Charakters als Generalmajor wurde er am 20. Juni 1837 mit Pension zur Disposition gestellt, um die Bewirtschaftung seines Gutes zu übernehmen. Anlässlich des 34. Jahrestages der Schlacht bei Paris verlieh König Friedrich Wilhelm IV. ihm am 30. März 1848 den Charakter als Generalleutnant.

### Familie
Zieten heiratete am 13. November 1817 in Berlin Luise von Bonin (* 1793; † 1820) aus dem Haus Schönwerder, eine Tochter des Landschaftsdirektors Otto Friedrich Fürchtegott von Bonin. Das Paar hatte zwei Töchter: Friederike Luise (* 1818; † 1820) und Sophie Marie (* 1820; † 1846), die den späteren preußischen General der Infanterie Adolf von Bonin (* 1803; † 1872) heiratete. 
Nach dem frühen Tod seiner ersten Frau ehelichte Zieten am 20. Februar 1823 in Neuensund Friederike Wilhelmine Emilie Sophie von Arnim (* 1798; † 1869). Sie war die jüngste Tochter von Hans Anton Joachim von Arnim (* 1753; † 1823) und Helene Caroline von Rieben (* 1768; † 1835). Aus der Ehe ging nur ein im Kindesalter verstorbener Sohn hervor.